# Джеррод Кейлер-Томсон
Джеррод Кейлер-Томсон (народився 26 липня 1985 року) — австралійський футболіст. Грав у Австралійській футбольній лізі у футбольному клубі Говторн. На цей час він грає за Субіако в Західній Австралійській Футбольній Лізі.
Кейлер-Томсон грав разом у команді з Джорданом Льюїсом, в той час, як обидва були неповнолітніми гравцями в клубі молодих футболістів «Вперед Соколи» у 2003 році.
У футбольному клубі Перт у рамках Західної Австралійської Футбольної Ліги, Кейлер-Томсон зіграв 88 ігор у період між 2005 і 2009 роками. Він отримав премію «Педаль Вінса» як найкращий член футбольного клубу у 2009 році. 2007 рік: у команді Перт Кейлер-Томсон був ведучим бомбардиром (41 гол).
У 2008 році відбувся матч Квінсленд проти ЗАФЛ у місті Таунсвіль, де Кейлер-Томсон був внесений до списку найкращих футбольних гравців.
Покликаного в команду «Яструби» разом із 29-м вибором проєкту молодих спортсменів Австралійської Футбольної Ліги, Кейлер-Томсон був внесений в старший список гравців сезону Австралійської Футбольної Ліги до відкриття раунду 2010 року через хвилю травм досвідчених гравців.
Він дебютував проти команди Мельбурна в першому матчі сезону 2010 року зібравши 6 балів і 17 вдалих передач.
Футбольна команда Говторн виключила його зі складу наприкінці сезону 2010 року і він повернувся в Перт.
Він зіграв свою соту гру після повернення у 2011 році, перед цим пропустивши все окрім двох матчів у 2012 році через травму плеча. Це дало йому можливість задуматися і зрозуміти, що він хотів почати нове життя в Західній Австралійській Футбольній Лізі. Ось так і закінчилася його кар'єра в Субіако.